# Рудник Чаркесар
Рудник Чаркесар — колишній гірничодобувний майданчик на сході Узбекистану.
Родовище Чаркесар виявили у 1952 році в південній частині Курамінського хребта, оберненій до Ферганської долини, та вже у 1953-му ввели в розробку. Видобуток провадився підземним способом на майданчиках Чаркесар-1 (1 шахта та 3 штольні) та Чаркесар-2 (1 шахта та 2 штольні). Глибина залягання рудних тіл, які залучили до розробки, сягає 280 метрів.
Гірничі роботи тривали до 1972 року, після чого продовжували вилуговування відвалів бідних руд. Остаточно роботи на руднику припинили в 1988-му. Є відомості, що за запасами урану родовище Чаркесар належало до діапазону 1000—2500 тонн цільового компонента.
Організаційно рудник належав до Підприємства № 23 (згодом Рудоуправління № 1) Комбінату № 6, що в 1967-му перейменований на Ленінабадський гірничо-хімічний комбінат. Видобуту руду після збагачення доправляли залізничним транспортом на гірничометалургійний завод комбінату в місті Чкаловськ.
За результатами розробки на майданчиках шахт накопичилось 1,07 млн тонн відвалів. У 2019-му почалась їх рекультивація, що мала завершитись покриттям спеціальним шаром ґрунту для запобігання просочуванню води та ерозії.